# Stephan Klossner
Stephan Klossner (Willisau, 30 mei 1981) is een Zwitsers voormalig voetbalscheidsrechter. Hij was in dienst van FIFA en UEFA tussen 2012 en 2019. Ook leidde hij van 2010 tot 2019 wedstrijden in de Super League.
Op 15 augustus 2010 leidde Klossner zijn eerste wedstrijd in de Zwitserse eerste divisie. De wedstrijd tussen FC St. Gallen en Grasshoppers eindigde in 1–2. Hij gaf in dit duel zes gele kaarten en één rode. Twee jaar later, op 12 juli 2012, floot de scheidsrechter zijn eerste wedstrijd in de UEFA Europa League. FC Daugava en Sūduva Marijampolė troffen elkaar in de eerste ronde (2–3). In dit duel deelde de Zwitserse leidsman zes gele kaarten uit. Zijn eerste wedstrijd in de UEFA Champions League volgde op 23 juli 2013, toen in de tweede ronde Sjachtjor Karaganda met 1–0 won van BATE Barysaw. Klossner gaf in dit duel achtmaal een gele kaart aan een speler.

## Interlands
| Datum            | Plaats                    | Wedstrijd                       | Uitslag | Competitie           | Kreeg geel | Kreeg voor de tweede keer geel en dus rood | Weggestuurd |
| ---------------- | ------------------------- | ------------------------------- | ------- | -------------------- | ---------- | ------------------------------------------ | ----------- |
| 14 augustus 2012 | Vaduz, Liechtenstein      | Liechtenstein – Andorra         | 1 – 0   | Vriendschappelijk    | 1          | 0                                          | 0           |
| 11 oktober 2012  | Andorra la Vella, Andorra | Andorra – Roemenië              | 0 – 4   | WK 2014 kwalificatie | 6          | 0                                          | 0           |
| 5 maart 2014     | Mitrovicë, Kosovo         | Kosovo – Haïti                  | 0 – 0   | Vriendschappelijk    | 1          | 0                                          | 0           |
| 25 mei 2014      | Lancy, Zwitserland        | Senegal – Kosovo                | 3 – 1   | Vriendschappelijk    | 1          | 0                                          | 0           |
| 31 mei 2014      | Oslo, Noorwegen           | Noorwegen – Rusland             | 1 – 1   | Vriendschappelijk    | 2          | 0                                          | 0           |
| 29 maart 2016    | Leiria, Portugal          | Portugal – België               | 2 – 1   | Vriendschappelijk    | 2          | 0                                          | 0           |
| 29 mei 2016      | Sankt Gallen, Zwitserland | Bosnië en Herzegovina – Spanje  | 1 – 3   | Vriendschappelijk    | 1          | 0                                          | 1           |
| 13 november 2016 | Sofia, Bulgarije          | Bulgarije – Wit-Rusland         | 1 – 0   | WK 2018 kwalificatie | 5          | 1                                          | 0           |
| 23 maart 2018    | Klagenfurt, Oostenrijk    | Oostenrijk – Slovenië           | 3 – 0   | Vriendschappelijk    | 2          | 0                                          | 0           |
| 27 maart 2018    | Le Havre, Frankrijk       | Bosnië en Herzegovina – Senegal | 0 – 0   | Vriendschappelijk    | 0          | 0                                          | 0           |
| 15 november 2018 | Gdańsk, Polen             | Polen – Tsjechië                | 0 – 1   | Vriendschappelijk    | 1          | 0                                          | 0           |